# Desmidorchis
Desmidorchis là chi thực vật có hoa trong họ Apocynaceae.